# Bahnhof Edinburgh Waverley

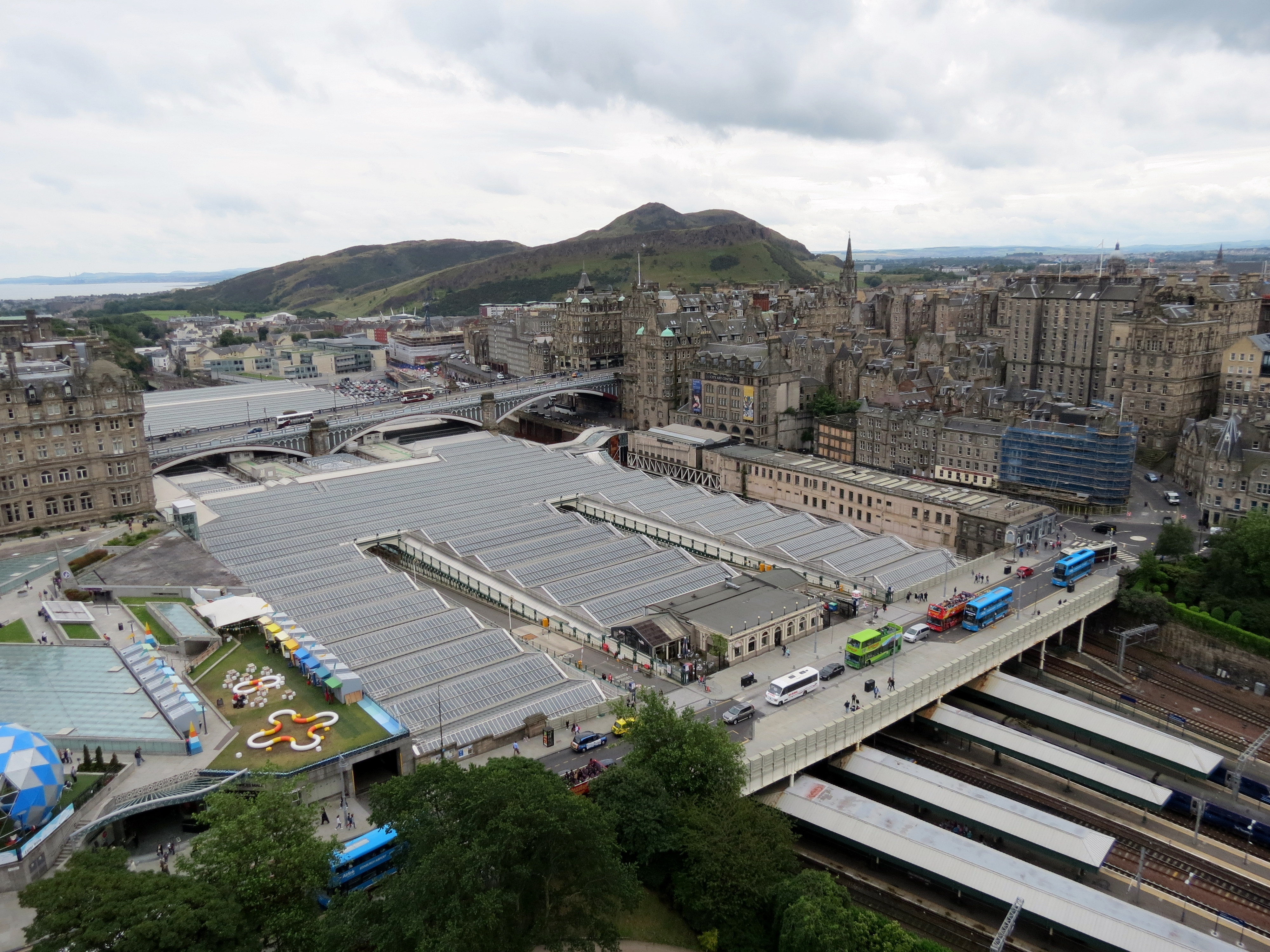
Waverley Station

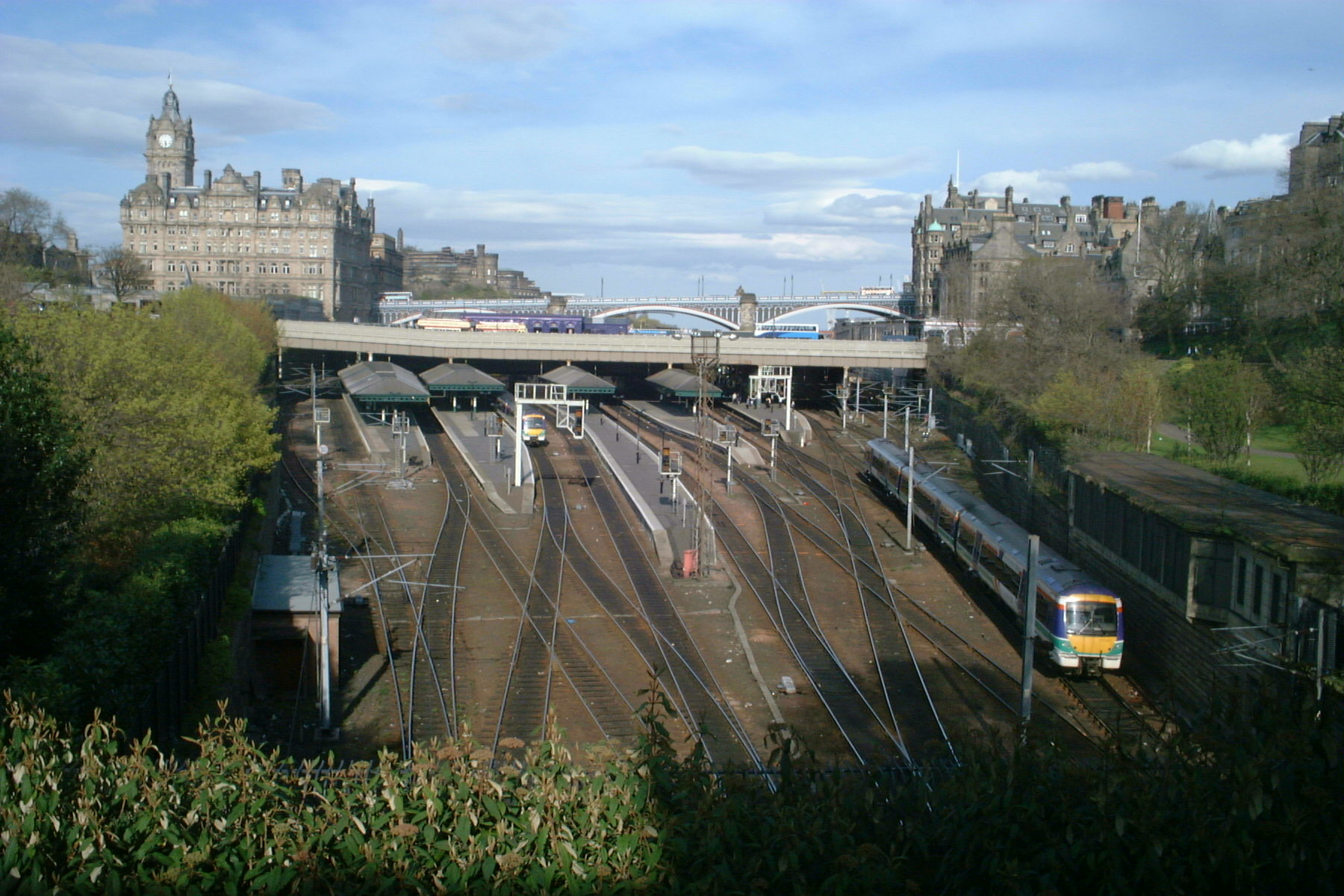
Waverley Station, Blick aus Richtung Westen

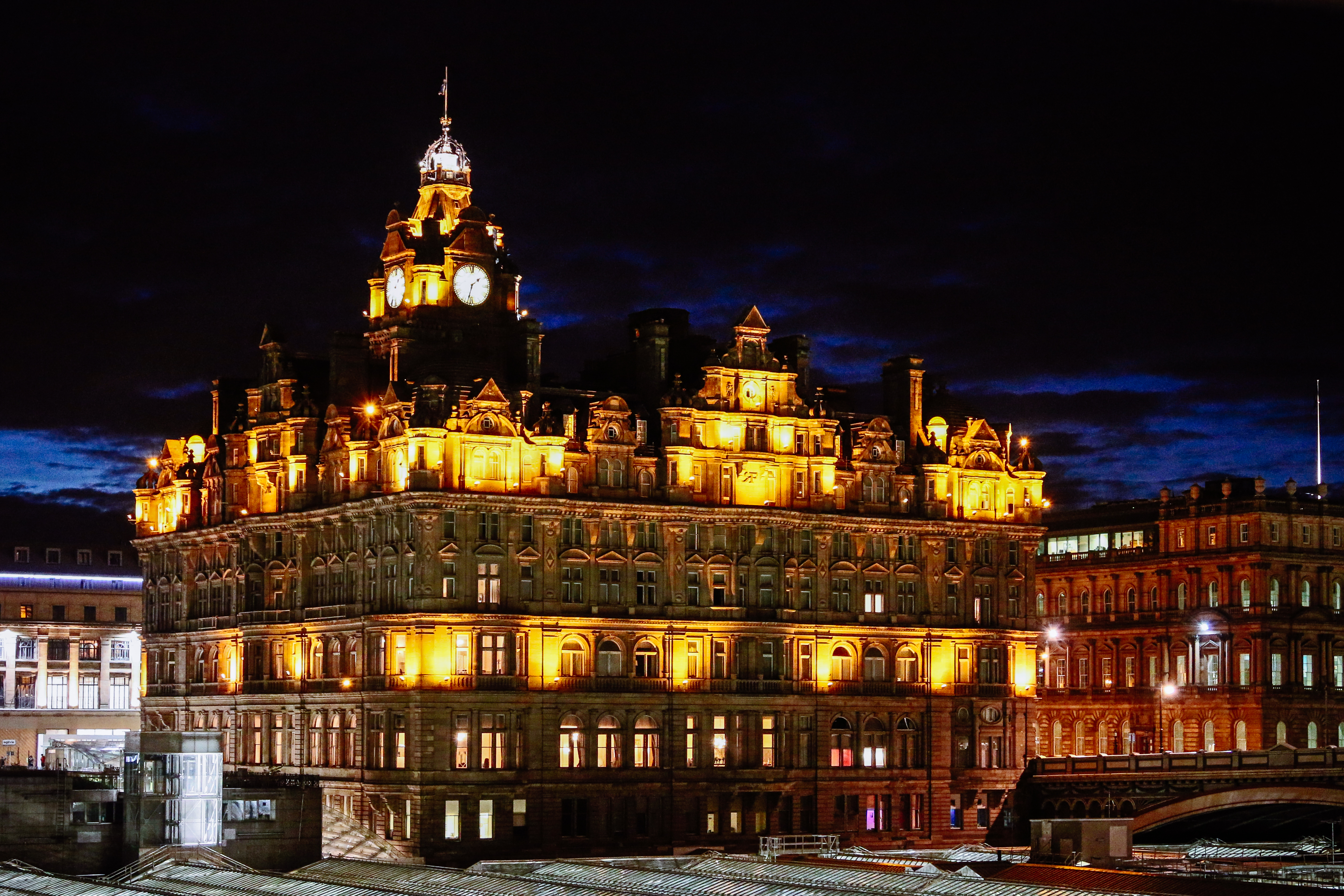
Balmoral Hotel am Bahnhof

Edinburgh Waverley oder Waverley Station ist der Hauptbahnhof der schottischen Hauptstadt Edinburgh. Er liegt im Stadtzentrum parallel zur Hauptgeschäftsstraße Princes Street und in der östlichen Verlängerung der Achse der Princes Street Gardens zwischen der Old Town und der New Town.

## Verkehr
Der Bahnhof liegt am Schnittpunkt der East Coast Main Line und dem Edinburgh-Zweig der West Coast Main Line. Bedient wird er von den Bahngesellschaften LNER, First TransPennine Express, ScotRail, Serco und CrossCountry.
Von Osten erreichen Waverley Station die Fernzüge aus England entlang der East Coast Main Line sowie die Nahverkehrszüge von Tweedbank und North Berwick. Bis 1969 gehörten dazu auch die Fernzüge der Waverley Line von Carlisle. Von Westen erhält der Bahnhof etwas abzweigenden Verkehr der West Coast Main Line – etwa direkte Fernzüge aus Aberdeen nach Bournemouth oder Manchester – sowie von nahezu allen wichtigen schottischen Bahnhöfen, so von den Bahnhöfen Glasgow Central, Glasgow Queen Street und Inverness.

## Erwähnenswertes
- Edinburgh Waverley ist einer von 17 Bahnhöfen in Großbritannien, die von der Infrastrukturgesellschaft Network Rail betrieben werden.
- Zudem ist Edinburgh Waverley der am zweithäufigsten frequentierte Bahnhof Schottlands. Der meistfrequentierte ist Glasgow Central.
- Flächenmäßig ist er hinter dem Bahnhof London Waterloo der zweitgrößte Bahnhof in Großbritannien.
- Der Name Waverley basiert auf dem Titel des ersten Romans des schottischen Erfolgsschriftstellers Sir Walter Scott (1771–1832), „Waverley“,[1] dem auch das Scott Monument in den Princes Street Gardens nahe dem Bahnhof gewidmet ist.
- Neben dem Bahnhof befindet sich das Fünf-Sterne-Hotel Balmoral mit einem Uhrturm, dessen Uhr immer zwei Minuten vorgeht (außer an Silvester), damit die Fahrgäste ihren Zug nicht verpassen.[2]
- Am Westende der Innenstadt Edinburghs befindet sich als zweiter Fernbahnhof der Stadt der Bahnhof Edinburgh Haymarket.